# Luzerner Sportclub Hockey
Der Luzerner Sportclub Hockey-Sektion (LSC) ist ein Schweizer Landhockeyverein aus Luzern. Der Hauptverein wurde im Jahre 1918 gegründet. Die Damen- und Herrenmannschaften spielen beide momentan in den höchsten Schweizer Spielklassen, der Nationalliga A (Halle und Feld). In der Saison 2006/07 holte die Herrenmannschaft gleich alle drei Schweizer Titel (Triple, bestehend aus Hallen- und Feldmeister sowie Cupsieger) sowie den internationalen Europacup mit Aufstieg in die Serie A. Die Clubfarben sind Grün, Schwarz und Weiss.

## Geschichte
Die Vorgeschichte des Hauptvereins umfasst die Jahre 1910 bis 1920. Damals bestanden ein Fussballclub Sparta und ein Athletiksportclub Young Fellows, welche 1920 fusionierten und sich fortan Sportclub Young Fellows-Sparta Luzern nannten.
Beim Eintritt in den Schweizerischen Fussball- und Athletikverband musste infolge einer Einsprache der Young Fellows Zürich der Vereinsname erneut geändert werden. Es war ein glücklicher Gedanke der damaligen Versammlung, den Club einfach und schlicht Luzerner Sportclub zu benennen. Dieser Name ist bis heute geblieben und besitzt unter Sportsleuten im ganzen Land einen guten Klang.
| Europacupbilanz Herren Feld |                    |        |       |           |
| Jahr                        | Wettbewerb         | Niveau | Platz | Ort       |
| 2008                        | Euro Hockey League | 1      | 20,5  | Antwerpen |
| 2009                        | Club Challenge     | 3      | 5     | Prag      |
| 2010                        | Club Trophy        | 2      | 8     | Cardiff   |
| 2012                        | Club Trophy        | 2      | 7     | Lille     |
| 2014                        | Club Challenge II  | 4      | 1     | Slagelse  |

Dreizehn Jahre nach dem Fussball und der Leichtathletik hielt das Landhockey im Luzerner Sportclub Einzug. Es war das zarte Geschlecht, das zuerst im LSC das Spiel mit dem Chrumstock betrieb. Die Herren folgten nur wenig später, so dass die Hockeysektion des LSC schon am 19. August 1931 in den Schweizerischen Landhockey-Verband aufgenommen werden konnte. Meisterschaftsteilnahmen der Damen und Herren praktisch konstant in den höchsten Landesligen haben seit dieser Zeit einen festen Platz bei den Aktivitäten der Hockeyabteilung bis in die heutige Zeit. Unterbrochen wurde diese Serie einzig in den Kriegsjahren, als das Hockeyspielfeld für die Ernährungsversorgung der Bevölkerung (so genannte «Anbauschlacht») gebraucht wurde.
Die «Neuzeit» des LSCs beginnt im Jahre 1951. Eingeläutet durch das leistungsorientierte Denken von Charly Leutwyler, wurde die Hockeyabteilung in eine eigenständige Damen- und Herrensektion unterteilt (bis 1973), welche bei den Damen zu einer unvergleichlichen Titel-Siegesserie führte und die Herren bewog, ebenfalls auf die Karte Jugend zu setzen und ab 1956 Mannschaften zu den vom Verband erstmals ausgeschriebenen Junioren- und Schülermeisterschaften zu melden. Fortan wurde der Jugendförderung in der Hockeybewegung ein grosser Stellenwert beigemessen.

## Erfolge

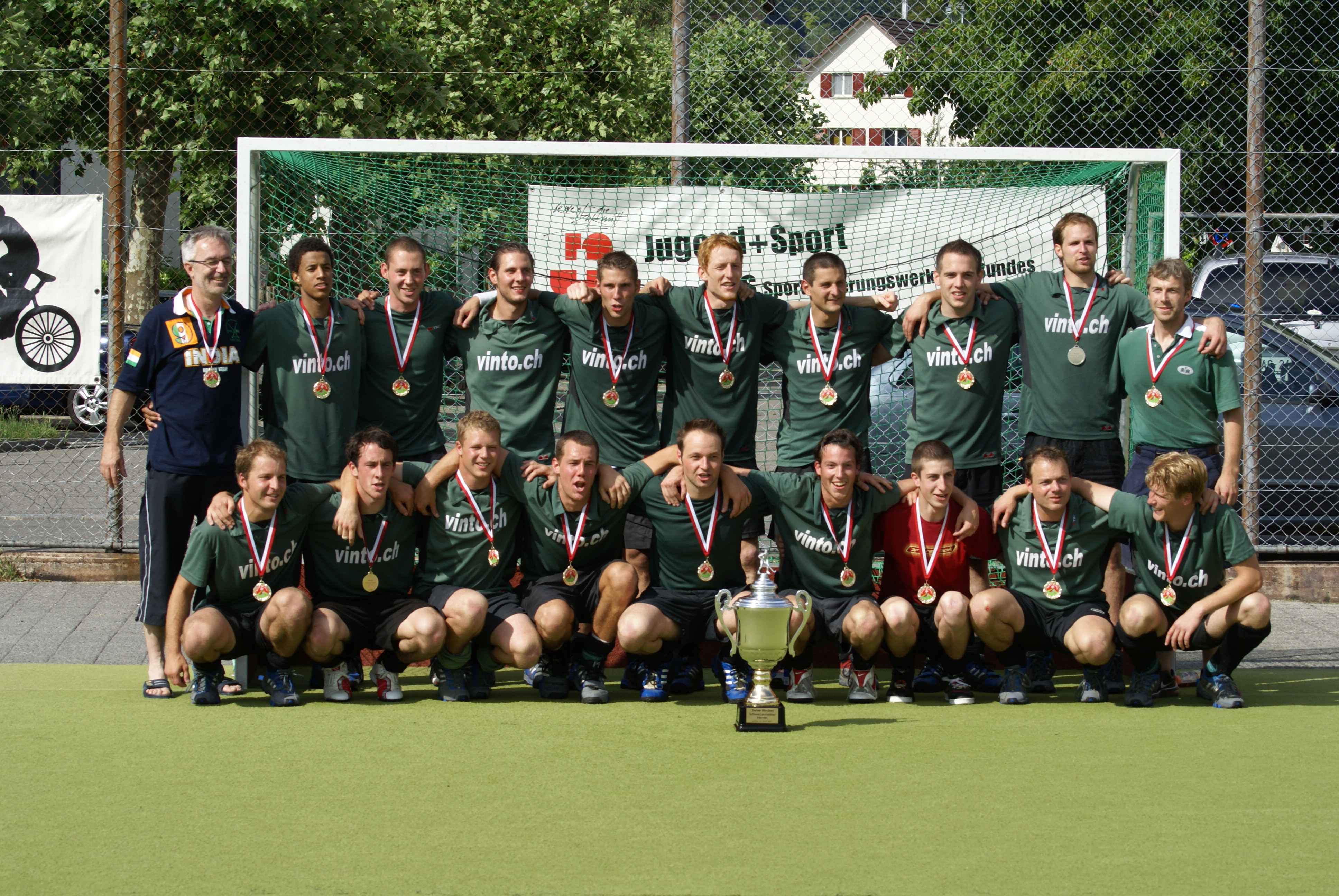
Schweizer Feldmeister 2007

Der wohl grösste Erfolg des Luzerner Sportclubs Hockey nebst den zahlreichen Cupsiegen der Damen war in der Saison 2006/2007 zu verzeichnen. Die Herren des LSC holten alle drei Schweizer Titel, das Triple, bestehend aus Schweizer Meister Halle sowie Schweizer Meister und Cupsieger Feld. Bemerkenswert sind in jüngster Vergangenheit sicherlich die sieben Schweizer Meistertitel in der Halle in Serie seit 2006 bis heute 2012. Eine derartige Serie ist unerreicht und einzigartig im schweizerischen Hockeyverband.
Zudem nahmen die Luzerner 2008 als erster Schweizer Verein an der neuen Euro Hockey League teil.
Erfolge der Herren:
- 2-mal Schweizer Meister Feld 1968, 2007
- 12-mal Schweizer Meister Halle 1967, 1968, 1972, 2006, 2007, 2008, 2009, 2010, 2011, 2012, 2015, 2022
- 3-mal Cupsieger 2007, 2009, 2011
- Bronze Europacup Halle 2009 in Rüsselsheim
- Bronze Europacup Halle 2010 in Köln
- 4. Rang Europacup Halle 2011 in Luzern

Erfolge der Damen:
- 18-mal Schweizer Meister Feld 1956, 1959, 1960, 1961, 1962, 1963, 1964, 1966, 1967, 1968, 1969, 1970, 1971, 1972, 1979, 1980, 1991, 1992
- 11-mal Schweizer Meister Halle 1966, 1968, 1969, 1970, 1971, 1972, 1974, 1987, 1993, 1994, 1997
- 3-mal Cupsieger 1987, 1992, 1997